# ヤング・ラプラスの式
ヤング・ラプラスの式とは、曲率をもつ気相・液相の界面において、2相間の圧力差と界面の曲率を関連付ける方程式である。表面張力をγ、界面の2つの曲率半径をR1, R2とすると、圧力差Δp（ラプラス圧もしくは毛管圧と呼ばれる）は次式で表される：
{\displaystyle \Delta p=\gamma \left({\frac {1}{R_{1}}}+{\frac {1}{R_{2}}}\right).}
表面張力は界面を最小化するようにはたらくため、圧力差がなければ平面となる。したがって界面に曲率を持たせるためには2相間に圧力差がなければならない。
ラプラス圧をΔp := pliquid - pgasと定義するとき、曲率は界面が液相側から気相側に向かって凸に曲がっている場合を正とする。たとえば気体中に球形の液滴がある場合、2つの曲率はともに正でありΔp > 0、すなわち圧力は液滴内部のほうが大きい。鞍点のように2つの曲率が異符号である場合、界面内外のどちらの圧力が大きいかはR1, R2による。
2つの曲率は主曲率にとられることが多いが、任意の直交する、界面の法線ベクトルを含む2平面に対してとることができる。これは微分幾何学により、2つの曲率半径が互いに直交する面に対して決定されていれば1/R1 + 1/R2の値は一定であることが示されているためである。
名称はトマス・ヤングとピエール＝シモン・ラプラスにちなむ。

## 具体例
水中にある半径Rの気泡の内部の圧力は、外部の圧力に比べてΔp = 2γ/Rだけ大きい。R = 1 mm とするとΔp = 144 Pa であり、R = 10 nm のときΔp = 1.44×107 Pa である。